# Ngaouyanga
Ngaouyanga (ou Gaoyanga, Goyanga) est un village de la commune de Mbe situé dans la région de l'Adamaoua et le département de la Vina au Cameroun. Il se trouve sur la route qui relie Ngaoundéré à Mbe et à Garoua.

## Population
En 1967, la localité comptait 667 habitants, principalement des Dourou. Lors du recensement de 2005, 1 598 personnes y ont été dénombrées.

## Infrastructures
Ngaouyanga dispose d'une école publique.